# Lijst van kunstwerken in het Mauritshuis/G
Lijst van kunstwerken in het Mauritshuis en de Galerij Prins Willem V in Den Haag met werken van kunstenaars van wie de naam begint met de letter G. Vermeldingen in het grijs geven aan dat het werk geen deel meer uitmaakt van de collectie, bijvoorbeeld omdat het in bruikleen gegeven is aan een andere instelling of omdat het teruggegeven is aan de bruikleengever.
| Inventaris-nummer | Maker                                 | Titel                                                               | Datering      | Type          | Afbeelding |
| ----------------- | ------------------------------------- | ------------------------------------------------------------------- | ------------- | ------------- | ---------- |
| 1157              | Jacob van Geel                        | Gefantaseerd boslandschap                                           | Ca. 1636      | Schilderij    |            |
| 245               | Martinus Josephus Geeraerts           | Allegorie op de herfst                                              | Ca. 1740-1760 | Schilderij    |            |
| 1119              | Trant van Martinus Josephus Geeraerts | Spelende putti                                                      | Ca. 1740-1760 | Schilderij    |            |
| 737               | Arent de Gelder                       | De voorhof van een tempel                                           | 1679          | Schilderij    |            |
| 40                | Arent de Gelder                       | Juda en Tamar                                                       | Ca. 1681      | Schilderij    |            |
| 1047              | Arent de Gelder                       | Het loflied van Simeon                                              | Ca. 1700      | Schilderij    |            |
| 757               | Arent de Gelder                       | Portret van Herman Boerhaave                                        | Ca. 1722      | Schilderij    |            |
| 1077              | Jacob de Gheyn (II)                   | Bloemen in een glazen fles                                          | 1612          | Schilderij    |            |
| 318               | Geldorp Gortzius                      | Een heilige in extase                                               | 1568-1619     | Schilderij    |            |
| 319               | Geldorp Gortzius                      | De boetvaardige Maria Magdalena                                     | 1568-1619     | Schilderij    |            |
| 317               | Atelier van Geldorp Gortzius          | Christus                                                            | Ca. 1600      | Schilderij    |            |
| 321               | Luca Giordano                         | Vier musicerende vrouwen                                            | Ca. 1658-1660 | Schilderij    |            |
| 356               | Navolger van Luca Giordano            | Simson en Delila                                                    | 1705-1826     | Schilderij    |            |
| 352               | Naar Luca Giordano                    | Maria met kind met de heiligen Dominicus en Antonius van Padua      | 1658-1823     | Schilderij    |            |
| 41                | Johannes Glauber                      | Venus tracht Adonis te weerhouden van de jacht                      | 1661-1700     | Schilderij    |            |
| 427               | Fransise de Goltz                     | Portret van een officier Zie Officiersportretten van Honselaarsdijk | 1613-1618     | Schilderij    |            |
| 42                | Hendrick Goltzius                     | Minerva                                                             | 1611          | Schilderij    |            |
| 44                | Hendrick Goltzius                     | Mercurius                                                           | 1611          | Schilderij    |            |
| 43                | Hendrick Goltzius                     | Hercules en Cacus                                                   | 1613          | Schilderij    |            |
| 841               | Jan Gossaert                          | Portret van Floris van Egmond                                       | Ca. 1519      | Schilderij    |            |
| 830               | Jan Gossaert                          | Maria met kind                                                      | Ca. 1520      | Schilderij    |            |
| 45                | Abraham Govaerts                      | Boslandschap met jagers en waarzegster                              | 1612          | Schilderij    |            |
| 1103              | Toegeschreven aan Abraham Govaerts    | Bosgezicht met reizigers                                            | Ca. 1620      | Schilderij    |            |
| 1081              | Jan van Goyen                         | Landvolk bij een vervallen boerderij                                | 1631          | Schilderij    |            |
| 551               | Jan van Goyen                         | Gezicht op Dordrecht vanuit Papendrecht                             | 1633 (?)      | Schilderij    |            |
| 759               | Jan van Goyen                         | Riviergezicht                                                       | Ca. 1644-1648 | Schilderij    |            |
| 979               | Jan van Goyen                         | Vissers aan de oevers van een plas                                  | 1651          | Schilderij    |            |
| 838               | Jan van Goyen                         | Gezicht over de Rijn naar de Eltense berg                           | 1653          | Schilderij    |            |
| 1100              | Jan van Goyen                         | Riviergezicht met kerk en boerderij                                 | 1653          | Schilderij    |            |
| 624               | Jan van Goyen                         | Riviermonding met zeilboten                                         | 1655          | Schilderij    |            |
| 566               | Omgeving van Jan van Goyen            | Het bruggetje                                                       | Ca. 1627-1628 | Schilderij    |            |
| 674               | Trant van Jan van Goyen               | Rivierlandschap                                                     | 1611-1656     | Schilderij    |            |
| 1202              | Joseph Graven                         | Buste van stadhouder Maurits, prins van Oranje                      | 1875          | Beeldhouwwerk |            |